# 佐藤俊彦 (医師)
佐藤 俊彦（さとう としひこ、1960年- ）は、日本の医師。

## 人物・来歴
福島県生まれ。福島県立医科大学卒業。同大学放射線科に入局し、日本医科大学付属第一病院放射線科助手、獨協医科大学病院放射線科助手、鷲谷病院副院長を経て、1997年に宇都宮セントラルクリニック（現　医療法人ＤＩＣ宇都宮セントラルクリニック）を開院。2011年、メディカルリサーチ株式会社を設立。2014年、ＮＰＯ法人ピンクリボンうつのみや（現認定ＮＰＯ法人ピンクリボンうつのみや）を設立。医療法人ＤＩＣ宇都宮セントラルクリニック理事、メディカルリサーチ株式会社顧問、認定ＮＰＯ法人ピンクリボンうつのみや理事長、株式会社遺伝子治療研究所取締役などを務める。

## テレビ番組
- 日経スペシャル ガイアの夜明け シリーズ医の底流 第3弾 「がんを早期発見せよ」 〜最新のがん検査"PET"の全貌〜（2004年7月20日、テレビ東京）[5]。- PETでのがんの画像診断を取材。

## 著書
- 『ガンでは死なない!ボケにもならない! 最新鋭PET検査があなたの生命を守る』メタモル出版, 2005.6
- 『PET検査 痛みのない画像検査で、健康に生きる』保健同人社, 2006.7
- 『医療崩壊回避できず』デジタルメディスン, 2008.12
- 『100歳まで現役で生きる人のシンプルな習慣 10万人以上の画像診断をした顧問医が教える』幻冬舎メディアコンサルティング, 2010.9
- 『だから放射線科医はおもしろい! 次世代医療を担う若き医師、そして医学生へ』現代書林, 2011.2
- 『がん消滅 「見えないがん」を見つけて叩く!』現代書林, 2013.10
- 『最先端検査が実現した超早期乳がん最新治療 やさしく見つけて、やさしく叩く!』現代書林, 2013.10
- 『福島原発事故「2015年問題」の真実 その危機は、あなたの体内で深く進行している』現代書林, 2013.5
- 『ボケは止められる! 認知症の画像診断第一人者が語る』パブラボ, 2015.1
- 『がんになった医者が書いたあなたのがんは「これ」で9割防げる がんはステージ0で見つけ、未病で治す』幻冬舎, 2015.4
- 『最新放射線治療でがんに勝つ サイバーナイフとトモセラピーが、がん治療を変える』幻冬舎, 2017.10
- 『ステージ4でもあきらめない最新がん治療』幻冬舎, 2022.2 [6]

### 共著編・監修
- 『臨床家のためのclinical PET : fusion画像集』編集・監修. デジタルメディスン, 2004.9
- 『薬いらずで認知症は防げる、治せる! 認知症医療で後悔しない3つの方法』長谷川亨共著. イースト・プレス, 2017.2
- 『マンガでわかるオトナ女子のための乳がん新常識』北田瀧 シナリオ, 深森あき 作画. 幻冬舎, 2019.1